# Badisches Staatsteather Karlsruhe
El Badisches Staatstheater Karlsruhe es un teatro de ópera alemán de Karlsruhe, Baden-Wurtemberg. Fue inaugurado en 1810. A lo largo de los años se han producido remodelaciones hasta 1975, conservando su fachada desde entonces.
Las funciones son multifuncionales ("Dreispartenhaus") y comprenden la música teatral, ballet y obras de teatro al igual que sala de conciertos para las bandas orquestales: Badische Staatskapelle y Badische Staatsopernchor.

## Historia
El teatro fue construido en 1808 por el arquitecto local: Friedrich Weinbrenner. Dos años después sería inaugurado bajo el nombre de "Großherzoglichen Hoftheater".
El 28 de febrero de 1847 se produjo un incendio en el que fallecieron 63 espectadores, la mayoría a causa del pánico al no poder abrir las puertas, puesto que se abrían hacia dentro impidiendo así una escapatoria rápida. Cabe destacar que el edificio era de madera y que los lienzos aceleraron la propagación del fuego. Tras el accidente se adoptaron medidas de seguridad para prevenir más sucesos. Heinrich Hübsch supervisó la reconstrucción del teatro y en 1853 volvería a abrir las puertas bajo la dirección de Eduard Devrient.
En 1944 volvió a ser destruido por los bombardeos aéreos durante la Segunda Guerra Mundial. Veinte años después volvieron a diseñar un boceto de lo que debería ser el nuevo teatro, actualmente gestionado por el Tribunal Constitucional de  Alemania. En 1975 terminarían las obras de lo que sería el actual edificio.
Desde 1977 se han interpretado las obras del compositor Georg Friedrich Händel de forma anual. En 1985 se creó el Festival Händel cuya celebración tiene lugar el 23 de febrero coincidiendo con la fecha de su nacimiento.